# Сборино
Сбо́рино (болг. Сборино) — село в Хасковській області Болгарії. Входить до складу общини Івайловград.

## Населення
За даними перепису населення 2011 року у селі проживали 0 осіб.
Динаміка населення: